# Ophiostoma adjuncti
Ophiostoma adjuncti är en svampart som först beskrevs av R.W. Davidson, och fick sitt nu gällande namn av T.C. Harr. 1987. Ophiostoma adjuncti ingår i släktet Ophiostoma och familjen Ophiostomataceae.   Inga underarter finns listade i Catalogue of Life.